# José Cardoso Sobrinho
José Cardoso Sobrinho né le 30 juin 1933 à Caruaru au Brésil, est un Carme brésilien, archevêque émérite d'Olinda et Recife au Brésil depuis 2009.

## Biographie
Ayant d'abord étudié à Caruaru et à Goiana, il rejoint l'ordre du Carmel pour lequel il est ordonné prêtre le 28 avril 1957. Il suit des cours de droit civil à l'Université pontificale du Latran entre 1965 et 1967.
Il est également professeur de droit canon à Rome, au Collège international saint Albert de l'ordre carmélite (1960-1968), conseiller général de l'ordre des Carmes (1971-1977), puis procureur général de l'ordre carmélite (1971-1979).
Il est nommé évêque de Paracatu, dans le Minas Gerais, en 1979, six ans avant la fin de la dictature. Il est consacré par Jean-Paul II le 27 mai 1979.
Il est nommé archevêque d'Olinda et Recife en 1985, succédant à Hélder Câmara, proche de la théologie de la libération et opposant de la dictature militaire. En rupture avec son prédécesseur, il lutte contre l'influence de la théologie de la libération dans cette région du Brésil, à un moment où le cardinal Ratzinger préfet pour la Congrégation de la foi (et plus tard Benoît XVI) critiquait celle-ci.
Il a été le représentant du Nord-Est du Brésil à la conférence nationale épiscopale du Brésil en 1987 et 1991.
En février 2008, il a tenté de s'opposer à une décision de la préfecture de délivrer la pilule du lendemain lors du Carnaval.
Atteint par la limite d'âge de 75 ans, il se retire le 1er juillet 2009.

## Prises de positions

### Excommunications de 2009
Le 5 mars 2009, il affirme que sont frappés d'excommunication la mère d'une fillette de neuf ans ayant avorté après avoir été violée par son beau-père, ainsi que les médecins ayant pratiqué l'avortement,. Selon les premiers témoignages, la fillette était en danger de mort, étant enceinte de jumeaux. Sa décision est basée sur le canon 1398, qui entraîne l'excommunication automatique (latae sententiae) de toute personne pratiquant l'avortement.
L'affaire fait grand bruit. L'excommunication, vivement critiquée par la société civile brésilienne et de nombreux confrères dans l'épiscopat, ainsi que par le président Lula, a été confirmée par le cardinal Giovanni Battista Re, officiel du Vatican,. L'intervention, souvent présentée comme une "réaction officielle du Vatican", fit d'autant plus de bruit que le cardinal Battista Re venait de signer, en janvier 2009, un décret levant l'excommunication sur les évêques de la Fraternité sacerdotale Saint-Pie-X. José Cardoso Sobrinho déclara notamment:

« La loi divine est supérieure à toute loi humaine. Lorsqu'une loi humaine, c'est-à-dire une loi créée par des législateurs humains, va à l'encontre de la loi divine, cette loi n'a pas de valeur. Les adultes qui ont approuvé, ou qui ont pratiqué cet avortement, tombent sous la peine d'excommunication. »

Selon José Cardoso Sobrinho, l'avortement est un « crime » plus grave que le viol. L'avortement est interdit au Brésil, sauf lorsqu'il fait suite à un viol, à un inceste, ou que la mère risque sa vie.
Par ailleurs, cette excommunication a été désavouée par la Conférence nationale des évêques brésiliens le 13 mars 2009, considérant que la mère de la fillette avait agi sous la pression des médecins qui craignaient pour la vie de celle-ci. Ils reprochent également à Sobrinho de ne pas avoir suffisamment tenu compte des circonstances particulières de cette interruption de grossesse. Dans une tribune publiée le 15 mars dans l'organe semi-officiel du Vatican, l'Osservatore Romano, le président de l'Académie pontificale pour la vie, Rino Fisichella assure la fillette de la proximité de l'Église et se démarque de Sobrinho en regrettant la décision d'excommunier de façon "urgente et précipitée" la mère et les médecins qui ont accompli l'acte.

### Note
1. ↑  Le canon 1398 est devenu 1397 à partir de 8 décembre 2021